# مدرعات أراندا
مدرعات أراندا (الاسم العلمي:†Arandaspida) هي تحت طائفة منقرضة من الفقاريات تتبع طائفة درعيات الجناح. وهي من أصنوفات أسماك ما قبل التاريخ عديمة الفك المبكرة جدًا التي عاشت خلال العصر الأوردوفيشي. تمثل مدرعات أراندا أقدم القحفيات المعروفة، وهي مجموعة مقترحة من الحبليات التي تحتوي على جميع الحبليات ذوات جمجمة مشتقة من الغضروف (أي الجلكيات و اللافكيات المدرعة والفكيات) والأسماك المخاطية. تمثل هذه المجموعة تحت طائفة ضمن طائفة درعيات الجناح وتحتوي على رتبة وحيدة فقط هي شبيهات مدرعات أراندا. أقدم جنس معروف لهذه المجموعة هو مدرعة ساكابامبا التي تواجدت في أمريكا الجنوبية.